# 励刚家塾
励刚家塾是一处位于中国广东省肇庆市鼎湖区广利砚洲南边陈村的清代建筑，2005年8月16日公布为第三批肇庆市文物保护单位。